# Dylan Remick
Dylan Remick (* 19. Mai 1991 in Inverness, Illinois) ist ein ehemaliger US-amerikanischer Fußballspieler, der auf der Position des Abwehrspielers spielte.

## Karriere

### Jugend und Amateurfußball
Remick spielte für das Collegeteam der Brown University. Während seiner Zeit am College spielte er außerdem in der USL Premier Development League für die Worcester Hydras.

### Vereinskarriere
Remick wurde als 16. Pick in der zweiten Runde des MLS SuperDraft 2013 von den Seattle Sounders gewählt. Sein Pflichtspieldebüt absolvierte er am 29. Mai 2013 im Pokalspiel um den Lamar Hunt U.S. Open Cup 2013 gegen die Tampa Bay Rowdies. In den kommenden Spielzeiten stand er 44-mal für die Sounders auf dem Platz. In der Saison 2014 und 2015 spielte er auch für den Seattle Sounders 2 in der USL.
Am 16. Dezember 2016 wurde er von Houston Dynamo im Re-Entry-Draft 2016 ausgewählt.